# 마이클 키턴
마이클 키턴(영어: Michael Keaton, 1951년 9월 5일 ~ ), 본명: 마이클 존 더글러스(영어: Michael John Douglas)는 미국의 배우, 프로듀서 겸 감독이다. 현재 카네기 멜론 대학교에 교환 교수로 재직 중이다. 키턴이 명성을 쌓게 된 그의 코미디 영화 초기 역할들은 《뉴욕의 사랑》 (1982)과 《미스터 마마》 (1983), 《갱 파티》 (1984)와 《비틀쥬스》 (1988), 그리고 팀 버튼의 《배트맨》과 《배트맨 2》에서 브루스 웨인 / 배트맨 역할로 인상적인 연기로 호평을 받았다. 그 이후로, 그는 《재생자》 (1988), 《4인의 방랑자》 (1989), 《퍼시픽 하이츠》 (1990), 《헛소동》 (1993), 《마이 라이프》 (1993), 《페이퍼》 (1994), 《멀티플리시티》 (1996), 《재키 브라운》 (1997), 《디 아더 가이스》 (2010), 《니드 포 스피드》 (2014)와 《로보캅》 (2014), 《스포트라이트》(2015), 《파운더》 (2016), 《스파이더맨: 홈커밍》(2017) 등에 출연하며 드라마와 스릴러 로맨틱 코미디와 액션 영화에 이르기까지 다양한 장르의 영화에 등장했다. 또한 그 외에도 《카》 (2006), 《토이 스토리 3》 (2010)와 《카》 (2006), 《미니언즈》 (2015)의 애니메이션 영화에서 더빙 연기를 선보이기도 했다.
키턴은 비평가들에 찬사를 받은 영화 《버드맨》 (2014)로 골든글로브상 영화 뮤지컬/코미디 부문 남우주연상을 수상하였고, 크리틱스 초이스 영화상과 미국배우조합상(SAG), 영국 아카데미 영화상(BAFTA), 미국 아카데미상 최우수 남우주연상에 후보 지명되었다. 그는 이전에 텔레비전 영화 《라이브 프롬 바그다드》(2002)으로 골든글로브상과 텔레비전 시리즈 《더 컴퍼니》로 미국배우조합상(SAG)에 후보 지명되었다. 키턴은 그의 경력에 대한 공로를 인정 받아 할리우드 영화제와 취리히 영화제에서 공로상을 수상했다.

## 젊은 시절
키턴은 펜실베이니아주, 앨러게이니 카운티, 로빈슨 타운쉽의 포레스트 그로브라는 작은 마을에서 7남매 중 막내로 태어났다. 그의 아버지 조지 A. 더글라스는 토목 기사 겸 토목 공사 감독관이였고, 그의 어머니 레오나 엘리자베스 (옛 성씨는 로프터스)는 가정 주부였다. 키턴은 카톨릭 집안에서 성장했다. 그의 어머니는 아일랜드계, 그의 아버지는 잉글랜드계, 스코틀랜드계, 스코틀랜드-아일랜드와 독일계 혈통이다. 그는 펜실베이니아주에 위치한 몽투르 고등학교를 졸업했다. 키턴은 피츠버그로 이동하기 전 켄트주립대학교에서 2년 동안 강연에 대한 공부를 했다.

## 사생활
키턴은 여배우 캐럴라인 매퀼리엄스와 1982년 결혼해 1990년 이혼했다. 두 사람 사이에는 아들 션 맥스웰 더글라스가 있다. 현재 작사가로 활동 중이다. 그는 이후 《프렌즈》로 잘 알려진 여배우 코트니 콕스와 1989년부터 1995년까지 연인 관계였다.
키턴은 오랜 시간 피츠버그에 거주했으며, 피츠버그 파이리츠의 엄청난 팬으로 알려졌다. 그는 또한 피츠버그 펭귄스와 피츠버그 스틸러스의 골수 팬이기도 하다.
1980년대, 키턴은 그가 대부분의 시간을 보낸 몬태나주, 빅 팀버의 근처 목장을 구입했다. 그는 또한 낚시광으로, 키턴은 종종 미국의 야외 활동 방송 아웃도어 채널에 출연하고 있다.

## 출연 작품

### 영화
| 년도 | 제목                                       | 역할                                | 참고                    |
| ---- | ------------------------------------------ | ----------------------------------- | ----------------------- |
| 1978 | 래빗 테스트                                | 선원                                |                         |
| 1978 | 어 디퍼런트 어프로치                       | 감독                                | 단편 영화               |
| 1982 | 뉴욕의 사랑 Night Shift                    | 빌 블레이즈조스키                   |                         |
| 1983 | 미스터 마마                                | 잭 버틀러                           |                         |
| 1984 | 갱 파티 Johnny Dangerously                 | 쟈니 켈리/ 쟈니 댄저러슬리          |                         |
| 1986 | 겅호                                       | 헌트 스테븐슨                       |                         |
| 1986 | 사랑의 탈출 Touch and Go                   | 로버트 "바비" 바바토                |                         |
| 1987 | 위험한 트릭 The Squeeze                    | 해롤드 "해리" 베르그                |                         |
| 1988 | 결혼의 조건 She's Having a Baby            | 본인                                | 카메오                  |
| 1988 | 비틀쥬스                                   | 비틀쥬스                            |                         |
| 1988 | 재생자 Clean and Sober                     | 다릴 포인터                         |                         |
| 1989 | 4인의 방랑자 The Dream Team                | 윌리엄 "빌리" 카우필드              |                         |
| 1989 | 배트맨                                     | 브루스 웨인 / 배트맨                |                         |
| 1990 | 퍼시픽 하이츠                              | 카터 헤이스                         |                         |
| 1991 | 어떤 정의 One Good Cop                     | 아서 "아티" 루이스                  |                         |
| 1992 | 배트맨 리턴즈                              | 브루스 웨인 / 배트맨                |                         |
| 1993 | 헛소동 Much Ado About Nothing              | 도그베리                            |                         |
| 1993 | 마이 라이프                                | 로버트 "밥" 존스                    |                         |
| 1994 | 페이퍼                                     | 헨리 해켓                           |                         |
| 1994 | 스피치리스                                 | 케빈 발릭크                         |                         |
| 1996 | 멀티플리시티                               | 더글라그 "덕" 키니/"투"/"쓰리"/"포" |                         |
| 1997 | 악의 꽃 Inventing the Abbotts              | 내레이션/중년의 덕                  |                         |
| 1997 | 재키 브라운                                | 레이몬드 "레이" 니콜렛              |                         |
| 1998 | 데스퍼레이트 Desperate Measures            | 피터 J. 맥케이브                    |                         |
| 1998 | 표적 Out of Sight                          | 레이몬드 "레이" 니콜렛              |                         |
| 1998 | 잭 프로스트 Jack Frost                     | 잭 프로스트                         |                         |
| 2000 | 글로리 A Shot at Glory                     | 피터 캐머런                         |                         |
| 2003 | 붉은 돼지                                  | 포르코 롯소 (더빙)                  | 애니메이션 영화, 영어판 |
| 2003 | 퀵샌드                                     | 마틴 레이크스                       |                         |
| 2004 | 대통령의 딸 First Daughter                 | 맥켄지 대통령                       |                         |
| 2005 | 화이트 노이즈                              | 조나단 리버스                       |                         |
| 2005 | 게임 6                                     | 니콜라스 "닉키" 로건                |                         |
| 2005 | 허비 - 첫 시동을 걸다 Herbie: Fully Loaded | 레이몬드 "레이" 페이톤, 1세         |                         |
| 2006 | 카                                         | 클릭 힉스 (더빙)                    | 애니메이션 영화         |
| 2006 | 라스트 타임                                | 테드 "테오도르"                     | 총괄 프로듀서           |
| 2009 | 메리 젠틀맨                                | 프랭클린 "프랭크" 로건              | 공동 프로듀서           |
| 2009 | 포스트 그래드                              | 월터 맬비                           |                         |
| 2010 | 토이 스토리 3                              | 켄 (더빙)                           | 애니메이션 영화         |
| 2010 | 더 아더 가이스                             | 진 마치 대령                        |                         |
| 2011 | 하와이안 베케이션                          | 켄 (더빙)                           | 단편 영화               |
| 2012 | 노아의 방주: 새로운 출발                   | 노아 (더빙)                         | 애니메이션 영화         |
| 2013 | 펜트하우스 노스                            | 홀랜더                              | 총괄 프로듀서           |
| 2014 | 로보캅                                     | 레이몬드 셀러스                     |                         |
| 2014 | 니드 포 스피드                             | 모나크                              |                         |
| 2014 | 버드맨                                     | 리건 톰슨 / 버드맨                  |                         |
| 2015 | 미니언즈                                   | 월터 넬슨 (더빙)                    | 애니메이션 영화         |
| 2015 | 스포트라이트                               | 월터 V. 로빈슨                      |                         |
| 2016 | 더 파운더                                  | 레이 크록                           |                         |
| 2017 | 스파이더맨: 홈커밍                         | 아드리안 툼즈 / 벌처                |                         |
| 2017 | 어쌔신: 더 비기닝                          | 스탠 헐리                           |                         |
| 2019 | 덤보                                       | V. A. 반데비어                      |                         |
| 2019 | 토이 스토리 4                              | 켄 (더빙)                           | 애니메이션 영화         |
| 2019 | 스파이더맨: 파 프롬 홈                     | 아드리안 툼즈 / 벌처                |                         |
| 2020 | 트라이얼 오브 더 시카고 7                  | 램지 클락                           |                         |
| 2020 | 워스                                       | 케네스 파인버그                     |                         |
| 2021 | 킬링 카인드: 킬러의 수제자                 | 렘브란트                            |                         |
| 2022 | 모비우스                                   |                                     |                         |
| 2023 | 플래시                                     | 브루스 웨인 / 배트맨                | 1대 배트맨              |
| 2024 | 비틀쥬스 비틀쥬스                          | 비틀쥬스                            |                         |

### 텔레비전
| 년도             | 제목                                                                         | 역할                 | 참고                            |
| ---------------- | ---------------------------------------------------------------------------- | -------------------- | ------------------------------- |
| 1975             | 미스터 로저의 이웃 Mister Rogers Neighborhood                                | 자원 봉사자          | 에피소드: "1,435"               |
| 1976–1977        | 올스 페어                                                                    | 레니 울프            | 5 에피소드                      |
| 1977             | 클라인 타임                                                                  | 여러 역할            | 텔레비전 영화                   |
| 1977             | 메리 하트맨, 메리 하트맨                                                     | 강도                 | 에피소드 2.90                   |
| 1977             | 모드                                                                         | 칩 윈스턴            | 에피소드: "Arthur's Crisis"     |
| 1978             | 더 토니 랜달 쇼                                                              | 지크                 | 2 에피소드                      |
| 1978             | 메리                                                                         | 여러 역할            | 3 에피소드                      |
| 1978             | 패밀리                                                                       | 나무 판매원          | 에피소드: "Gifts"               |
| 1979             | 워킹 스티프스                                                                | 마이크 오'록         | 9 에피소드                      |
| 1979             | 메리 타일러 무어 아워                                                        | 케네스 크리스티      | 11 에피소드                     |
| 1982             | 로버트 투 머피                                                               | 머피                 | 6 에피소드                      |
| 1982, 1992, 2015 | 새터데이 나이트 라이브                                                       | 본인 (호스트)        | 3 에피소드                      |
| 1990             | 더 어스 데이 스페셜                                                          | 찰스 매킨타이어      | TV 스페셜                       |
| 2001             | 심슨 가족                                                                    | 잭 크라울리 (더빙)   | 에피소드: "Pokey Mom"           |
| 2002             | 프레이저                                                                     | 블레인 스테닌        | 에피소드: "Wheels of Fortune"   |
| 2002             | 라이브 프롬 바그다드                                                         | 로버트 위너          | 텔레비전 영화                   |
| 2003             | 킹 오브 더 힐                                                                | 트립 라슨 (더빙)     | 에피소드: "Pigmalion"           |
| 2003             | 개리 더 랫                                                                   | 제리 앤드류스 (더빙) | 에피소드: "Catch Me If You Can" |
| 2004             | 프레드 로저스: 미국의 좋아하는 이웃 Fred Rogers: America's Favorite Neighbor | 본인 (호스트)        | TV 스페셜                       |
| 2007             | 더 컴퍼니                                                                    | 제임스 앤젤튼        | 6 에피소드                      |
| 2011             | 30 Rock                                                                      | 톰                   | 에피소드: "100"                 |
| 2013             | 클리어 히스토리                                                              | 조 스텀포            | 텔레비전 영화                   |
| 2021             | 돕식: 약물의 늪                                                              | 새뮤얼 피닉스 박사   |                                 |

### 비디오 게임
| 년도 | 제목                       | 역할          | 참고 |
| ---- | -------------------------- | ------------- | ---- |
| 2006 | 카                         | 칙 힉스       |      |
| 2009 | 카 레이스-오-라머          | 칙 힉스       |      |
| 2012 | 콜 오브 더티: 블랙 옵스 II | 제이슨 허드슨 |      |